# La anatomía de la dependencia
La anatomía de la dependencia (甘えの構造 Amae no Kozo) es un libro de no ficción escrito por el psicoanalista japonés Takeo Doi, que describe en detalle el concepto de amae, que él describe como una necesidad únicamente japonesa de confiar y depender sumisamente de alguna persona. Él compara esto a comportarse de forma infantil en el supuesto de que los padres también disfrutan de esta actitud (Doi 2001:16), y afirma que la relación ideal es el que se da en la relación binomial padre-hijo, y todas las demás relaciones deben esforzarse para lograr este grado de cercanía (Doi 2001: 39).

## Concepto principal
Amae (甘え) es la forma nominal del verbo amaeru (cuya traducción sería "desear depender de la benevolencia de otros"), que Doi utiliza para describir el comportamiento de una persona que trata de inducir a una figura de autoridad, como un padre, esposo, maestro o supervisor, para que cuide de él. La palabra, que se utiliza muy poco por sí mismo, se aplica de forma descriptiva al comportamiento de otras personas. La persona que está llevando a cabo un acto de amae puede pedir o suplicar, o bien actuar de forma egoísta, con la certeza de que el cuidador también la va a disfrutar. El comportamiento de los niños hacia sus padres es tal vez el ejemplo más común de amae, pero Doi sostuvo que las prácticas de crianza de los hijos en el mundo occidental tratan de detener este tipo de dependencia, mientras que en Japón persiste en la edad adulta en todo tipo de relaciones sociales.
Puesto que los japoneses evitan a toda costa cualquier confrontamiento, el amae es una herramienta que mantiene la paz y la armonía (denominado wa 和 en la sociedad japonesa).

## Contexto literario
El libro fue publicado originalmente en Japón en 1971, y fue publicada una posterior traducción al inglés realizada por John Bester en 1973. Doi desarrolló esta idea para explicar y describir muchos tipos de comportamiento japonés. Sin embargo, Doi afirma que mientras amae no es sólo un fenómeno japonés, los japoneses son los únicos que tienen un amplio vocabulario para describirlo. La razón de esto es que amae es un factor importante en la interacción y las costumbres japonesas. Doi argumenta que las conjeturas no verbales empáticas (Sasshi察し), una afición por unanimidad en la toma de decisiones, la ambigüedad y la duda de la autoexpresión (enryo远虑), y los -tatemae honne dinámicas son manifestaciones comunicativas de la psicología de los japoneses.
Doi traduce amaeru como "depender y abusar de la benevolencia de los otros." Indica Doi, "impotencia y el deseo de ser amado." Amaeru también se puede definir como "querer ser amado", y denota necesidades de dependencia ; Amae es, en esencia, una petición de indulgencia de las propias necesidades percibidas.
Doi dice,

"El prototipo psicológico de 'amae' se encuentra en la psicología del niño en su relación con su madre, no un recién nacido, pero un niño que ya se ha dado cuenta de que su madre existe independientemente de sí mismo ... en su mente desarrollada se da cuenta gradualmente que sí mismo y su madre tienen existencias independientes, y llega a sentir a la madre como algo indispensable para sí mismo, con el ansia por el contacto cercano así desarrollada que constituye, por así decir, amae".

Según Doi y otros, en Japón el tipo de relación basado en este prototipo es un modelo de las relaciones humanas en general, especialmente (aunque no exclusivamente), cuando una persona posee más autoridad que la otra. Como otro escritor expone:

"Él puede ser tu padre o tu hermano o hermana mayor ... Pero puede muy bien ser su jefe de sección en la oficina, el líder de la facción política local, o simplemente un compañero luchador de caminos de la vida que pasó a ser uno o dos años antes que en la escuela o la universidad. El síndrome amae es omnipresente en la vida japonesa ".

Amae también puede ser utilizado para describir el comportamiento de un marido que llega a casa borracho y depende de su mujer para conseguir que esté listo la cama. En Japón, amae tiene una connotación de inmadurez , pero también se reconoce como un ingrediente clave en las relaciones amorosas, tal vez más que las nociones de romanticismo, tan comunes en Occidente.[cita requerida]

## Recepción de la crítica
El trabajo de Doi ha sido fuertemente criticado por académicos especializados en estudios Nihonjinron por ser anecdótico y lleno de imprecisiones. (Véase Dale, P. 1986 El mito de la singularidad japonesa , Mouer y Sugimoto 1986, 1982, Kubota 1999)
El trabajo de Doi ha sido aclamada por el psiquiatra estadounidense Frank Johnson como una contribución distintiva al psicoanálisis, que ha dedicado un estudio completo al libro de Doi y para sus críticos.